# Селитренников, Василий Васильевич
Василий Васильевич Селитренников (2 [14] сентября 1882, Санкт-Петербург — 25 января 1938, Ленинград) — советский военно-морской деятель, начальник Морских сил Дальнего Востока (1924—1926). Капитан 1-го ранга (2.12.1935).

## Биография
Из дворян. С 1895 по 1901 году проходил обучение в Морском корпусе. Успешно окончил корпус и 6 мая 1901 года был выпущен из него в Русский императорский флот в звании мичмана. С этого времени и до революции 1917 года вся его служба проходила на кораблях Балтийского флота. В 1903 году окончил Артиллерийский офицерский класс. С 1903 года — младший артиллерийский офицер на броненосном крейсере «Дмитрий Донской», ходил на нём в длительное заграничное плавание (из Балтики в Средиземное и Красное моря). С 1904 года — старший артиллерийский офицер на учебном артиллерийском крейсере «Память Азова». Лейтенанту Селитренникову удалось пережить на этом корабле мятеж команды в июле 1906 года, при этом он получил ранение в ногу.
В ноябре 1907 года В. В. Селитренников окончил Михайловскую артиллерийскую академию с производством в артиллерийские офицеры 1-го разряда. А в сентябре 1912 года он окончил Николаевскую морскую академию (Военно-морской отдел, по второму разряду). С 3 июня 1913 года служил старшим офицером канонерской лодки «Сивуч».
Участник первой мировой войны на Балтийском море. С 1 сентября 1914 года — командир эсминца «Расторопный». Корабль под его командованием участвовал в обороне Рижского залива, нёс дозорную и конвойную службу, выставлял минные заграждения, участвовал в противолодочной обороне главных сил флота. В августе 1915 года принимал участие в обороне Рижского залива (в литературе известна также как Ирбенская операция). 22 марта 1915 года был произведён в чин капитана 2-го ранга за отличия, а 25 апреля 1916 года был удостоен Георгиевского оружия. 3 октября 1916 года В. В. Селитренников назначен командиром эсминца «Финн», а через несколько дней на этом корабле уже участвовал в операции по высадке десанта у мыса Домеснес. На этом же корабле он участвовал в операциях 1917 года на Балтике против германского флота. Капитан 2-го ранга В. В. Селитренников 7 декабря 1917 года был уволен в отставку с флота, после чего жил в Петрограде.
В феврале или в марте 1918 года вступил в ряды Рабоче-крестьянского Красного Флота и сразу назначен на должность начальника штаба «Морских сил реки Невы и Ладожского озера». В мае 1918 года на кораблях этого формирования произошли волнения личного состава против большевиков, и 30 апреля 1918 года был уволен с флота, а осенью того же года был арестован Петроградской ЧК «по фильтрации офицеров». Несколько месяцев он находился на принудительных работах под Вологдой в одном из первых концентрационных лагерей. В начале 1919 года был освобождён, вскоре восстановлен на флоте и 21 марта 1919 года был назначен начальником морского отделения штаба 6-й армии. Участвовал в боевых действиях гражданской войны против белогвардейцев и интервентов на архангельском и мурманском направлениях.
После войны продолжал служить на флоте. С 28 мая 1921 года — начальник штаба Морских сил Северного моря. С 15 ноября 1922 года — начальник штаба вновь создаваемых Морских сил Дальнего Востока (МСДВ). В конце декабря сформированный под его руководством штаб приступил к работе во Владивостоке. В июле 1924 года первый начальник Морских сил Дальнего Востока И. К. Кожанов был отозван в Москву и новым начальником МСДВ и командиром Владивостокского военного порта назначен В. В. Селитренников (с января 1926 года — командующий МСДВ). С мая 1926 года одновременно командовал также и Амурской военной флотилий входившей в состав МСДВ. 6 сентября 1926 года МСДВ были упразднены, Селитренников остался в должности командующего флотилией, но пробыл в ней меньше месяца и 26 сентября освобождён от неё (впрочем, сдача дел новому командующему флотилией Я. И. Озолину произошла после прибытия последнего во Владивосток только в конце октября 1926 года).
Время работы В. В. Селитренникова на тихоокеанских рубежах было исключительно сложным: от прежней флотилии остались только несколько разрозненных кораблей, подавляющая часть боевых и вспомогательных судов стояла у причалов в небоеспособном состоянии или просто была «не на ходу», береговое военно-морское хозяйство было полностью разорено и разграблено всеми многочисленными властями, сменявшими друг друга в годы гражданской войны. Средств на масштабное восстановление флота на Тихом океане у Советского Союза тоже не было. Однако командование МСДВ, изыскивая местные ресурсы, восстанавливало корабли. Под его руководством корабли МСДВ совершили несколько походов из Владивостока в порт Аян, на Камчатку и на Чукотку, доставляя туда экспедиционные отряды для уничтожения остатков белых отрядов и подавления антисоветских восстаний местного населения; началась системная борьба с японским и американским браконьерством.
В декабре 1926 года В. В. Селитренников был назначен преподавателем кафедры военно-морской организации Военно-морской академии РККФ, а с февраля 1927 года стал руководителем (начальником) этой кафедры. 20 января 1931 года Селитренников был арестован органами ОГПУ СССР в ходе сфабрикованного крупномасштабного дела «Весна» и обвинялся в преступлениях, предусмотренных ст. 58-7 и 58-11 УК РСФСР. Конкретно обвинения заключались в том, что он участвовал в 1906 году в «подавлении революционного выступления» моряков на крейсере «Память Азова» (хотя в первые минуты восстания был ранен и эвакуирован с корабля, то есть подавлять выступление не мог по причине ранения; это же подтверждалось и открытой советской литературе того времени по истории восстания), а также состоял членом контрреволюционной группы Военно-морской академии, готовил кадры для дальнейшей контрреволюционной деятельности и занимался вредительством по верным Советской власти кадрам. Постановлением Коллегии ОГПУ СССР во внесудебном порядке от 15 июня 1931 года Селитренников был осужден к 10 годам исправительно-трудовых лагерей и отправлен для отбывания срока в один из ИТЛ на Север.
Однако по постановлению той же Коллегии ОГПУ от 28 декабря 1931 года был из-под стражи освобождён, восстановлен на службе во флоте и в академии в прежней должности. За него и ряд его сослуживцев заступился начальник Морских сил РККА В. М. Орлов. Продолжал преподавательскую и научную работу в академии, автор ряда учебников. Однако приказом НКО СССР № 0947 от 25 сентября 1937 года был снят с должности и уволен в запас РККА по ст. 43 п. «б» «Положения о прохождении службы командным и начальствующим составом РККА». 27 ноября 1937 года был арестован сотрудниками 5-го отделения 5-го отдела УГБ УНКВД по Ленинградской области. Проходил по делу «Российского Общевоинского Союза» (в подпольной организации которого якобы состоял с 1929 года), а также обвинялся в «участии в контрреволюционной военной фашистской шпионско-диверсионной организации» и в шпионаже в пользу Японии. Признал себя виновным (возможно, не выдержав избиений) в том, что якобы один раз в двадцатых годах передал японцам данные о советском флоте но когда ему предъявили список из 63 служивших с ним командиров флота, категорически отказался оговорить хотя бы одного из них. Не признал себя и виновным и в работе в РОВС, а очных ставок между ним и указавшими на него лицами не проводилось. С обвинительным заключением ознакомлен не был.
Комиссией НКВД и Прокуратуры СССР («двойка») 17 января 1938 года приговорён по ст. 58-6, 58-7 и 58-11 УК РСФСР к высшей мере наказания. Расстрелян в Ленинграде 25 января 1938 года.
Определением Военной Коллегии Верховного суда СССР от 6 апреля 1957 года был посмертно реабилитирован.

## Сочинения
- Селитренников В. В. Как работают водолазы. — М.; Л.: Госиздат. Отдел военной литературы, 1928. — (Библиотека красноармейца).[15]

## Семья
Сын — Юрий (Георгий) Васильевич Селитренников (21.4.1921—1974), капитан 1 ранга, кандидат физико-математических наук.